# Mercantile Stores Company, Inc.
Mercantile Stores Company Inc. was tot 1998 een traditioneel warenhuis met 102 modewinkels en 16 woonwinkels in 17 staten. De winkels werden geëxploiteerd onder 13 verschillende namen en varieerden in grootte, waarbij de gemiddelde winkel ongeveer 16.000 m². De winkelnamen waren onder meer Bacon's, Castner Knott, Gayfers, Glass Block, Hennessy's, J.B. White (ook bekend als White's), The Jones Store Company, Joslins, Lion Store, McAlpin's en Root's .
Elke winkel bood een ruime keuze aan koopwaar, waarbij de nadruk lag op modekleding, accessoires en modieuze woninginrichting. Deze was gericht op consumenten met een midden- en hoog middeninkomen. Naast de warenhuisactiviteiten had het bedrijf een partnerschapspositie in vijf operationele winkelcentra. In elk van deze centra was een verkooppunt van het bedrijf gevestigd.
De winkelketen werd in 1914 opgericht na het faillissement van H.B. Claflin & Company. De winkels werden gesplitst in twee winkelketens: Associated Dry Goods - met merken als Lord & Taylor en Hengerer's - en Mercantile Stores Company. In mei 1998 werd Mercantile Stores overgenomen door Dillard’s uit Little Rock, Arkansas, voor $ 2,9 miljard. Later dat jaar kondigde Dillard's plannen aan om 26 van de nieuw verworven locaties waar al Dillard's-winkels waren, te verkopen aan The May Department Stores Company en Proffitt's Inc.